# 와썹맨
《와썹맨》은 2018년 2월 26일부터 네이버TV, 유튜브에서 방송되고 있는 웹예능이다. 2020년 2월 27일 기준으로 네이버TV에서 9,791명, 유튜브에서 약 228만 명의 구독자를 각각 보유하고 있다.
박준형이 대부분의 콘텐츠를 진행한다.
특별판 격으로 박준형이 캘리포니아 현지에서 한 달 동안 머무르며 할리우드 영화 오디션 배역을 얻기 위해 고군분투하는 과정을 담은 10부작 에피소드들로 구성된 《와썹맨GO!》가 2020년 3월 27일 넷플릭스를 통해 런칭되었다.

## 콘텐츠 목록

### 와썹맨_핫플레이스
박준형이 각 지역의 명소 혹은 번화가를 방문한 후 해당 지역에 대한 전반적 리뷰와 더불어 먹을거리를 소개한다. 하지만 초창기 업로드된 '살인예고송 소개' 등 명소 방문이 아닌 콘텐츠도 재생목록 안에 간혹 포함되어 있다.

#### 방문 장소 목록(괄호 안은 업로드 날짜)
- 홍대 길거리 (18. 06. 02.)
- 홍대 아오리라멘 (18. 06. 03.)[4]
- 한강 (18. 06. 04.)
- 익선동 (18. 06. 04.)
- 삼청동 & 경복궁 (18. 06. 05.)
- 동묘 구제시장 (18. 06. 05.)
- 동두천 동광극장 a.k.a. 와칸다 극장 (18. 06. 05.)
- 한국민속촌 (18. 06. 06.)
- 경리단길 (18. 06. 08.)
- 망리단길 (18. 06. 15.)
- 가로수길 with 혁오 (18. 06. 29.)
- 고양스타필드 스포츠몬스터 (18. 07. 06.)
- 살인예고송 소개 in 혁오 연습실 (18. 07. 13.)
- 오션월드 with 크러쉬 (18. 07. 20.)
- 쁨클리닉 with 장성규 (18. 07. 27.)[5]
- 강릉 주문진 (18. 08. 03.)
- 양양 (18. 08. 10.)
- 을지로 (18. 08. 17.), (19. 02. 22.)
- 연남동 연트럴파크 (18. 08. 24.)
- SM & JYP & 빅히트엔터테인먼트 사옥 (18. 08. 31.)
- 명동 (18. 09. 07.)
- 송리단길 (18. 09. 14.)
- 제주도 동쪽 (18. 09. 21.)
- 제주도 서쪽 (18. 09. 28.)
- 롯데월드 (18. 10. 05.)
- 찜질방 (18. 10. 12.)
- 부산국제영화제 (18. 10. 19.)
- 부산 남포동 & 자갈치시장 (18. 10. 26.)
- 인천 차이나타운 (18. 11. 02.)
- DDP in 서울패션위크 (18. 11. 09.)
- 태양의서커스 (18. 11. 16.)
- 서울마라톤 (18. 11. 23.)
- PC방 (18. 11. 30.)
- 건대입구 방탈출카페 (18. 12. 07.)
- 미국 캘리포니아 LA 페어팩스 (18. 12. 28.)
- 노량진 컵밥거리 (19. 01. 04.)
- 미국 유니버설스튜디오 (19. 01. 11.)
- 화천 산천어 축제 (19. 01. 18.)
- 서울광장 아이스링크 (19. 01. 25.)
- 마장동 축산물시장 (19. 02. 01.)
- 비발디파크 스키장 (19. 02. 08.)
- 춘천 닭갈비골목 (19. 03. 01.)
- 상암동 방송국 (19. 03. 08.)
- 신촌 (19. 03. 22.)[6]
- 광장시장 (19. 03. 29.)
- 2019 서울모터쇼 (19. 04. 05.)
- 대림동 차이나타운 (19. 04. 12.)
- 어린이대공원 (19. 05. 03.)
- 샤로수길 (19. 05. 24.)
- 이태원 (19. 05. 31.)

### 학교와썹
박준형이 대학교 캠퍼스를 방문하여 진행되는 콘텐츠다.

#### 방문 학교 목록(괄호 안은 업로드 날짜)
- 한국외국어대학교 (19. 03. 22.)
- 동국대학교 (19. 04. 19.)
- 세종대학교 (19. 05. 17.)
- 전북대학교 (19. 06. 28.)

### 까봐썹
박준형이 언박싱 및 상품리뷰를 진행한다. 쿄호젤리 등 음식 리뷰도 있지만 대부분 자동차 리뷰다.

### 리뷰 목록 (괄호 안은 업로드 날짜)
- 현대 소나타 DN8 (19. 04. 17.)
- 쿄호젤리 (19. 05. 8.)
- BMW 430i with 딘딘 (19. 05. 29.)
- 음식 슬라임 (19. 08. 7.)
- 롤스로이스 팬텀 (19. 9. 25.)
- BMW 3 시리즈 (19. 10. 18.)
- 펠리컨 인형 (19. 11. 15.)
- 현대 i20 랠리카 (19. 11. 27.)

### 와썹맨2 (괄호 안은 업로드 날짜)
본 프로그램은 질병관리청 방역 지침에 따라, 코로나19 범유행과 관련해 출연진, 스태프 관계자들의 개인 위생수칙을 준수합니다.
- 1화 : 신입생록 보러 와썹 (20.6.26.)
- 2화 : 가성비 맛집 와썹 (20.7.3.)
- 3화 : 십세 만났섭 (20.7.10.)
- 4화 : 방송 맛집 와썹 (20.7.17.)
- 5화 : 만나러와썹 (20.7.24.)
- 6화 : 송프란시스코 와썹 (20.8.7.)
- 7화 : 청담동 와썹 (20.8.14)
- 8화 : 일일친구 와썹 (20.8.21.)
- 9화 : 공짜밥 먹으로 와썹 (20.8.28.)
- 10화 : 도봉산 와썹 (20.9.11.)
- 11화 : 사장님과 놀러와썹 (20.9.18.)
- 12화 : 힐링 캠핑 와썹 (20.9.25.)
- 13화 : 압구정 와썹 (20.10.2.)
- 14화 : 화보 찍으러와썹 (20.10.9.)
- 15화 : 레트로 성수 와썹 (20.10.16.)
- 16화 : 떡상 핫플 신림 와썹 (20.10.23.)
- 17화 : 힙한 한남동 와썹 (20.10.30.)
- 18화 : 카이스트 와썹 (20.11.6.)
- 19화 : 노잼 도시 대전 와썹 (20.11.13.)
- 20화 : 올드 서촌 와썹 (20.11.20.)
- 21화 : MC 보러 와썹 (20.11.27.)
- 22화 : NY ST. 핫플 뚝섬 와썹 (20.12.4.)
- 23화 : 만나러와썹 (20.12.11.)